# Galindo I d'Aragona
Galindo Garcés, Galindo anche in spagnolo, in aragonese, in galiziano e in portoghese, Galí in catalano (815 circa – 844), fu conte d'Aragona dall'833 all'844.

## Origine
Galindo era figlio del conte d'Aragona García Galíndez, come riportato sia dalla Historia de Aragón [1989]. T. VI, Orígenes de Aragón che dal Diccionario biográfico español, Real Academia de la Historia, e della seconda moglie, Nunila, figlia del re di Pamplona Íñigo I Íñiguez, primo re della dinastia degli Íñiguez, come riporta il codice di Roda,, che non nomina la madre, che, come riportato nel Libro de Regla del Monastero di Leire (non consultato) era Onneca Velásquez, figlia di Velasco, nobile di Pamplona, che il Diccionario de antigüedades del reino de Navarra la cita con il nome di Eximina.

García Galíndez, secondo il codice di Roda, era figlio di Galindo Velásquez (figlio a sua volta del nobile vascone Velasco o Belasco) e di Fakilo o Faquilo.

## Biografia

La marca di Spagna ai tempi di Ludovico il Pio

Nell'833 succedette al padre, che molto probabilmente aveva abdicato in suo favore, come riportano siala Historia de Aragón [1989]. T. VI, Orígenes de Aragón che il Diccionario biográfico español, Real Academia de la Historia.
Secondo l'arabista, islamista, storico francese Évariste Lévi-Provençal, nel suo Textos inéditos del 'Muqtabis' de Ibn Hayyân sobre los origenes del Reino de Pamplona (non consultato), Galindo I, nell'843 si schierò con al-Andalus.
Galindo I morì senza eredi nell'844 e gli succedette Galindo I Aznárez, conte di Urgell e di Cerdagna, figlio di Aznar I.
Se è valida la versione secondo cui suo padre, García, venne ucciso da Galindo I Aznárez, conte di Urgell e Cerdagna, che con l'aiuto dei Franchi cercava di recuperare la contea che fu di suo padre e forse vendicare il fratello Centulo, assassinato da García, allora anche Galindo I Garcés potrebbe essere morto di morte violenta.

## Discendenza
Non solo non lasciò discendenti, ma non si hanno notizie neppure di una eventuale moglie.

### Fonti primarie
- (LA)  Textos navarros del Códice de Roda Archiviato il 31 gennaio 2021 in Internet Archive..

### Letteratura storiografica
- Rafael Altamira, il califfato occidentale, in L'espansione islamica e la nascita dell'Europa feudale, collana «Storia del mondo medievale», II volume, Milano, Garzanti, 1999  [1979],  pp. 477-515.
- (ES)  (LA)  #ES Diccionario de antigüedades del reino de Navarra
- (ES)  #ES Historia de Aragón [1989]. T. VI, Orígenes de Aragón